# Cantone di Sornac
Il Cantone di Sornac era una divisione amministrativa dell'arrondissement di Ussel.
A seguito della riforma approvata con decreto del 24 febbraio 2014, che ha avuto attuazione dopo le elezioni dipartimentali del 2015, è stato soppresso.

## Composizione
Comprendeva i comuni di:
- Bellechassagne
- Chavanac
- Millevaches
- Peyrelevade
- Saint-Germain-Lavolps
- Saint-Rémy
- Saint-Setiers
- Sornac